# خراشسانی (ناحیه بنشوف)
خراشسانی (به چکی: Chrášťany) یک منطقهٔ مسکونی در جمهوری چک است که در ناحیه بنشوو واقع شده‌است.